# Alexander Beilinson
Alexander Alekseevich Beilinson (ur. 13 czerwca 1957 w Moskwie) – rosyjsko-amerykański matematyk, laureat Nagród Shawa (2020) i Wolfa (2018) w dziedzinie matematyki. Specjalizuje się w teorii reprezentacji, geometrii algebraicznej i fizyce matematycznej.

## Życiorys
Urodził się w Moskwie 13 czerwca 1957 roku w żydowskiej rodzinie. Jego ojciec był matematykiem. Ponieważ ze względu na pochodzenie nie przyjęto go na Moskiewski Uniwersytet Państwowy, więc studia rozpoczął w Instytucie Pedagogicznym i dopiero w 1977 mógł przenieść się na uniwersytet, gdzie został uczniem Y. Manina. Studia ukończył w 1980.
Po studiach pracował w Moskiewskim Centrum Kardiologicznym, gdzie dostał swobodę w wyborze tematyki swoich badań. Doktorat uzyskał w 1988 w Instytucie Fizyki Teoretycznej Landaua, gdzie był zatrudniony w latach 1987-1993. Od 1988 do 1998 był też profesorem w Massachusetts Institute of Technology, a od 1998 jest zatrudniony na University of Chicago.
Wypromował siedmiu doktorów.

## Publikacje i osiągnięcia
Autor ok. 60 publikacji. Swoje prace publikował m.in. w „Functional Analysis and its Applications”, „Communications in Mathematical Physics”, „Duke Mathematical Journal”, „IMRN. International Mathematics Research Notices”, „Selecta Mathematica”, „Journal of the American Mathematical Society" i „Mathematische Annalen”.
Nagrodę Wolfa otrzymał wspólnie z Władimirem Drinfeldem za przełomowe prace z zakresu geometrii algebraicznej, fizyki matematycznej i teorii reprezentacji.
Nagrodę Shawa otrzymał razem z Davidem Kazhdanem za ich ogromny wpływ i głęboki wkład w teorię reprezentacji, a także w wiele innych dziedzin matematyki (m.in. geometrię arytmetyczną, K-teorię, konforemną teorię pola, teorię liczb, geometrię algebraiczną i teorię grup).

## Wyróżnienia
Beilinson otrzymał:
- 2020   Nagrodę Shawa w dziedzinie matematyki[2]
- 2018   Nagrodę Wolfa w dziedzinie matematyki[5]
- 1999   Nagrodę Ostrowskiego[6]

W roku 1983 był prelegentem sekcyjnym na Międzynarodowym Kongresie Matematyków.
Jest członkiem Academia Europaea (od 2000) i Amerykańskiej Akademii Sztuk i Nauk (od 2008).  